# Daniel Górski
Daniel Górski (ur. 15 lutego 1984 w Radomiu) – polski siatkarz, posiadający także libańskie obywatelstwo, grający na pozycji rozgrywającego. Reprezentant Libanu.
Wychowanek Czarnych Radom. Ponadto gracz WTS-u Warka, Jadaru Radom i Avii Świdnik. W 2006 z Jadarem wywalczył awans do Polskiej Ligi Siatkówki. W 2012 z Czarnymi Radom awansował do I ligi, po czym wyjechał z Polski. W 2013 z drużyną Tannourine zajął 4. miejsce w Libańskiej Dywizji 1. Z iracką drużyną South Gas Sporting uczestniczył w Klubowych Mistrzostwach Azji 2013.

## Kariera klubowa
Piłkę siatkową zaczął uprawiać w 1993 w Czarnych Radom pod kierunkiem trenera Jerzego Adamowicza. Następnie grał w II lidze w drużynie WTS-u Warka. Potem podpisał kontrakt z Jadarem Radom, występującym w rozgrywkach I ligi. W radomskiej drużynie pełnił jednak rolę drugiego po Łukaszu Kruku rozgrywającego. W sezonie 2005/06 ze swoim zespołem awansował do Polskiej Ligi Siatkówki, pokonując w rywalizacji finałowej Delectę Chemika Bydgoszcz. W następnym sezonie grał w drużynie rezerw w II lidze.
W latach 2007–2008 reprezentował Avię Świdnik, z którą uplasował się na 7. miejscu w klasyfikacji końcowej I ligi. W 2008 został zawodnikiem grającego w PlusLidze Jadaru. W listopadzie 2008 w ramach wypożyczenia przeszedł do I-ligowego AZS-u Nysa, z którym się rozstał w 2010. Potem po raz kolejny związał się z Jadarem. Z radomskim zespołem zajął 2. miejsce w klasyfikacji końcowej I ligi, ale przegrał baraże o prawo gry w PlusLidze z jej przedostatnią drużyną, Fartem Kielce. W sezonie 2011/12 z Czarnymi Radom po wygraniu turnieju finałowego II ligi, awansował do I ligi.
Po tym sukcesie swoją karierę postanowił kontynuować za granicą. Przez krótki czas grał we francuskim Al Caudry. Brak podpisanego kontraktu umożliwiał mu na odejście z klubu w każdej chwili. Z powodów organizacyjno-finansowych opuścił zespół i jeszcze w tym samym sezonie podpisał kontrakt z libańskim klubem Tannourine (sezon ligowy w Libanie zaczyna się na początku stycznia). Z drużyną beniaminka Libańskiej Dywizji 1 do rundy play-off przystąpił z 1. miejsca, a cały sezon zakończył na 5. pozycji.
W kwietniu 2013 wzmocnił zespół South Gas Sporting, przygotowujący się do Klubowych Mistrzostw Azji. Pierwszy mecz w tym turnieju wraz ze swoim nowym klubem wygrał z Uzbektelecom 3:1. Następnie z Al Rayyan przegrał 2:3 przy prowadzeniu 2:0. Ostatecznie drużyna Daniela Górskiego wyszła z grupy i dostała się do Final 8. W grupie F iracki zespół zajął ostatnie 4. miejsce, w związku z czym o wejście do Final 4 musiał zmierzyć się z gospodarzem turnieju i mistrzem z poprzedniego roku, KalleH Iran. Po porażce 1:3 w ćwierćfinale walczył o miejsca 5-8. Azjatyckie rozgrywki zakończył na 7. pozycji.

## Reprezentacja Libanu
W 2013 po udanych występach w lidze libańskiej Daniel Górski przyjął libańskie obywatelstwo i otrzymał powołanie od trenera Moufida Cherita do reprezentacji. W drużynie narodowej zadebiutował w eliminacjach do Mistrzostw Świata 2014. W 1. kolejce grupy Western 1 – Bejrut I rundy kwalifikacyjnej rozegrał całe spotkanie wygrane z Jordanią 3:0. Siatkarz zdobył w nim 6 pkt. Ponadto po tym meczu prowadził w rankingu najlepiej blokujących w rozgrywkach strefy AVC. Następnie po zwycięstwie 3:2 nad Syrią objął prowadzenie w rankingu najlepiej rozgrywających.